# Sechs Zusicherungen
Die Sechs Zusicherungen der USA an Taiwan sind vertragsähnliche Vereinbarungen zur Außenpolitik der beteiligten Länder.

## Entstehung
Sie bestehen seit 1982, also seit dem zweiten Amtsjahr des damaligen US-Präsidenten Ronald Reagan. Die Volksrepublik China droht seit dem Anti-Abspaltungsgesetz mit einer militärischen Intervention, falls sich die Republik China auf Taiwan formell für unabhängig erklären sollte. Die USA unterhalten offiziell keine diplomatischen Beziehungen zu Taiwan (es gibt auch keine Botschaften beider Länder im jeweils anderen Land), dennoch erließen die USA das Gesetz Taiwan Relations Act, nach dem sie sich verpflichten, Taiwan Hilfe gegen jede militärische Bedrohung zu leisten. Das schließt jedoch nicht notwendigerweise eine militärische Intervention der USA ein – gemeint ist vor allem der Verkauf von Waffen mit Defensivcharakter an Taiwan.

## Inhalt
Die Zusicherungen beinhalten, dass...
1. die USA keinen Zeitpunkt setzen werden, um den Waffenverkauf nach Taiwan zu beenden.
2. die USA die Bedingungen des Taiwan Relations Act nicht ändern werden.
3. die USA nicht mit der Volksrepublik China verhandeln werden, bevor über einen Waffenverkauf nach Taiwan entschieden wird.
4. die USA nicht zwischen Taiwan und der Volksrepublik China schlichten werden.
5. die USA ihre Meinung über die Unabhängigkeit Taiwans nicht ändern, und Taiwan nicht in Verhandlungen mit der Volksrepublik China zwingen. Die Meinung der USA ist, dass die Frage friedlich zwischen den Streitparteien geregelt werden muss.
6. die USA eine Staatshoheit der Volksrepublik China über Taiwan formal nicht anerkennen.

An diesen Zusicherungen hatte sich bis November 2004 seitens der USA laut einer Antwort auf eine Anfrage nichts geändert.